# Mazu Daoyi
Mazu Daoyi (in cinese: 馬祖道一T, Mǎzŭ DàoyīP, Ma-tsu Tao-yiW; in giapponese traslitterato: Baso Dōitsu; Chengdu, 709 – 788) è stato un maestro zen cinese, uno dei patriarchi del Buddismo Chán ai tempi della dinastia Tang, iniziatore del lignaggio da cui sarebbe derivata la scuola Linji, la preiminente nel mondo cinese, da cui derivò la Rinzai in Giappone.
Il primo uso documentato del termine "Scuola Chan" viene usato proprio nei suoi "Racconti estesi". e il suo metodo di insegnamento di "strane parole e azioni straordinarie"  divenne paradigmatico della tradizione Zen successiva.

## Biografia
Il maestro Baso è conosciuto per il suo cognome: letteralmente, il suo nome significa "Patriarca dei Ma" o "Maestro dei Ma", e Ma era appunto il nome della sua famiglia. Nacque nel 709, a nord ovest di Chengdu nel Sichuan. Durante gli anni in cui insegnò come maestro, però, Mazu visse nello Jiangxi, dal quale trasse il nome  "Jiangxi Daoyi".
Nella Trasmissione della Lampada, composta nel 1004, Mazu viene descritto così, forse in quella forma un po' leggendaria tipica delle agiografie dei maestri dei tempi:
In accordo con la Trasmissione della Lampada, Mazu era discepolo del maestro Nanyue Huairang (giapp: Nangaku Ejo; 677-744) al monastero del Monte Heng nello Hunan.
Il racconto dell'incontro con il maestro Ejo nella Trasmissione della Lampada viene qualche volta considerato come una testimonianza dell'illuminazione di Mazu, nonostante il testo non suggerisca esplicitamente questo tipo di interpretazione. È possibile trovare una prima e più antica versione di questa storia nel Zǔtángjí ("Antologia della Sala dei Patriarchi", 祖堂集, giapp. Sodō shū), trascritto nel 952:
Il maestro Ma chiese: "Che cosa stai facendo?"
Huairang rispose: "Sto lucidando la tegola per farne uno specchio!"
Il maestro Ma ribatté "Come puoi ottenere uno specchio strofinando una tegola"
Huairang rispose allora: "Se non posso ottenere uno specchio strofinando una tegola, come puoi tu ottenere la natura di Buddha seduto in meditazione?"»
Questo racconto riecheggia il Vimalakirti Sutra e il Sutra della Piattaforma di Huìnéng per l'intento di chi voleva considerare inferiori le pratiche graduali e di purificazione invece di una ricerca intensa di un risveglio istantaneo nella Natura di Buddha; ciò avrebbe avuto fortuna nello Zen successivo, e prevalentemente dalla scuola che proprio dal lignaggio del maestro Baso avrebbe preso le mosse.

## La fondazione della scuola Hongzhu
Dopo essere stato riconosciuto erede nel Dharma dal maestro Huairang,  Mazu si stabilì sul monte Kung-kung presso Nankang, a sud della provincia di Kiangsì dove fondò un monastero e raccolse a sé molti discepoli. Egli diventò uno dei più influenti maestri Zen nella formazione del Buddismo Chan e l'allegoria in sé di quel periodo, corrispondente alla tarda dinastia Tang, considerato "l'età dell'oro del buddismo Chan"
Con la Ribellione di An Lushan e la caduta della dinastia Tang, però, il Chan delle grandi città cominciò a perdere il suo status, mentre "altre scuole aumentavano di prestigio nelle zone periferiche controllate dai signori della guerra. Queste divennero i precursori del Chan che conosciamo oggi. Le loro origini sono oscure, tutte però si riconducono alla figura del patriarca Huineng". Pare che quella di Baso sia tra queste.
Successivamente, tra l'845 e l'846, l'imperatore Wu-tsung perseguitò le scuole buddiste in Cina, molto probabilmente spinto dalle richieste del governo delle Capitali, impoverito dalle guerre feroci della ribellione precedente, di finanziare misure politiche, economiche e militari rifacendosi sulle immense ricchezze e sui patrimoni fondiari che i templi buddisti cinesi avevano accumulato nei secoli.. Se questo fenomeno fu devastante per molte scuole Zen, quella di Mazu e le poche simili alla propria, forse un po' per il loro stile frugale e per la loro relativa carenza di rituali e di studio filosofico, ma anche per la loro somiglianza con l'apofanticità del taoismo (citare Tollini), riuscirono a sfuggire alla caccia dell'esercito imperiale e a sopravvivere fino ad oggi.

## Gli insegnamenti di Mazu
Gli insegnamenti e i dialoghi vivaci del maestro Baso sono stati raccolti e pubblicati nel suo Jiangxi Daoyi Chanshi Yulu (Relazioni orali del Maestro Chan Daoyi dello Jiangxi)

### Sulla Natura di Buddha
Gli insegnamenti di Mazu enfatizzano la conoscenza diretta della Natura di Buddha:

### Tecniche Shock
La scuola di Mazu è famosa per avere per prima sviluppato "tecniche per provocare shock usando urla, schiaffi, bastonate e risposte irrazionali per scuotere gli studenti e permettere una loro realizzazione". Questi espedienti divennero spunto per buona parte della narrativa Zen e contribuirono a delineare l'immagine popolare dei maestri di questa tradizione. Tra questi metodi inusuali, compaiono comportamenti che sarebbero stati poi divenuti di uso comune, come il katsu, un urlo improvviso che, direttamente dallo hara, richiama il discepolo alla convaspevolezza del momento,, o il colpo inaspettato di un bastone ammonitore, o keisaku, oppure il chiamare inaspettatamente una persona per nome mentre sta andando via. Quest'ultimo espediente viene anche descritto con l'espressione "richiamare la coscienza originaria", dalla quale sorge il Risveglio.. Inoltre, Mazu impiegò gesti silenziosi, risposte che volutamente non avevano a che fare con alcune domande poste, e qualche volta arrivò anche a torcere il naso ai suoi discepoli come ammonimento. Utilizzando questa varietà di shock inaspettati, il suo metodo di insegnamento sfidava le abitudini, gli automatismi e la vanità dei discepoli, per ispirare loro un risveglio improvviso.

### Subitismo e zazen
Come già accennato, in una storia Zen ben conosciuta, il maestro Huairang compara lo zazen del discepolo Mazu con l'intenzione di lucidare una tegola per farne uno specchio 
In accordo con lo studioso Faure, questa critica non è da riferirsi allo zazen in sé, ma all'idea che "diventare un Buddha" diventi un mezzo per raggiungere un certo fine, e non un atto che mantiene in sé la propria realizzazione. Questo episodio riflette anche un cambio nel ruolo e nella posizione dei monaci Chan nella società Tang, che "intraprendevano solo rituali, recitazione dei testi sacri e lunghe sedute di meditazione" invece di una pratica Zen attiva, che investisse ogni momento della vita quotidiana.

### Uso dei koan

#### Citazioni
Mazu viene citato nelle prime antologie di lignaggi Chan e di dialoghi e koan
- La Trasmissione della Lampada, composta nel 1004 da Shi Daoyuan (释道)[35]
- La Raccolta della Montagna Blu. composta con il commento di Yuanwu Keqin (1063–1135) intorno al 1125;[36][37]
- La Porta senza porta, composta verso il 1228 da Wumen Huikai (1183–1260).[38][39]

Mazu compare inoltre in:
- Raccolte dell'indicare la Luna composta nel 1602,
- Detti raccolti di Antiche Ricchezze composta nel 1271,
- Raccolte della trasmissione regolare del Dharma (1062).[40]

#### Esempi
Mazu usava spesso il kōan "Ciò che è la mente, quello è il Buddha". Più tardi, quest'affermazione fu apparentemente contraddetta quando usò invece il koan "Nessuna mente, Nessun Buddha"
Alcuini esempi di koan in cui il maestro Baso è presente sono i seguenti:

## Successori
Tra i discepoli più prossimi a Mazu sono Baizhang Huaihai (百丈懷海 giapp: Hyakujo Ekai) (720-814) Nanquan Puyuan(南泉普願 giapp: Nansen Fugan) (748-835), e Damei Fachang (大梅法常 giapp: Daibai Hojo)
Attraverso Baizhang, il lignaggio di Baso arrivò ad includere Huangbo Xiyun(黄檗希運 giapp: Obaku Kiun) e il più famoso successore Línjì Yìxuán.
Da esso, deriva quella scuola che porta il suo nome, e di conseguenza la scuola Rinzai giapponese.
Un altro discepolo di Mazu fu Guishan Lingyou (771-853), da cui derivò la scuola Guiyang, e il celebre maestro Yangshan Huiji (807-883).